# Stenopetalum
Stenopetalum es un género de fanerógamas perteneciente a la familia Brassicaceae. Comprende 21 especies descritas y de estas, solo 3 aceptadas.

## Taxonomía
El género fue descrito por R.Br. ex DC. y publicado en Regni Vegetabilis Systema Naturale 2: 513. 1821.

## Especies aceptadas
A continuación se brinda un listado de las especies del género Stenopetalum aceptadas hasta julio de 2014, ordenadas alfabéticamente. Para cada una se indica el nombre binomial seguido del autor, abreviado según las convenciones y usos.
- Stenopetalum lineare R.Br. ex DC.
- Stenopetalum pedicellare F. Mull.
- Stenopetalum robustum Endl.